# Ételek, amelyek megváltoztatták a világot
Az Ételek, amelyek megváltoztatták a világot (eredeti cím:The Food That Built America) 2019-ben bemutatott amerikai ismeretterjesztő műsor, a History televízióadó That Build franchise-ának része. A műsorban népszerű ételek vagy étteremláncok történetét mutatja be az Egyesült Államokban, a fókusz általában kér cég rivalizálásán van. Az adott epizód témakörébe tartozó történelmi eseményeket dramaturgizálva eljátsszák, miköben ételrajongók, üzleti szakértők és élelmiszer-történészek kommentálják a témát.
A műsort 2019. márciusában jelentették be, majd 2019. augusztus 11-én mutatták be. A magyar History 2020. február 3-án tűzte műsorra, majd a csatorna és az RTL közti egyezségnek köszönhetően az RTL+ steamingszolgáltató kínálatába is felkerült.

## Epizódok
| Évad | Évad | Részek száma | Részek száma | Eredeti sugárzás    | Eredeti sugárzás    | Eredeti adó | Magyar sugárzás  | Magyar sugárzás   | Magyar adó |
| Évad | Évad | Részek száma | Részek száma | Évadbemutató        | Évadzáró            | Eredeti adó | Évadbemutató     | Évadzáró          | Magyar adó |
| ---- | ---- | ------------ | ------------ | ------------------- | ------------------- | ----------- | ---------------- | ----------------- | ---------- |
|      | 1.   | 3            | 3            | 2019. augusztus 11. | 2019. augusztus 13. | History     | 2020. február 3. | 2020. február 17. | History    |
|      | 2.   | 16           | 16           | 2021. február 1.    | 2021. június 27.    | History     | 2021. május 2.   | 2022. január 23.  | History    |

### Első évad (2019)
| Sor.                                                                                                   | Év. | Cím                                    | Premier                               | Nézettség   |
| --- | --- | -------------------------------------- | ------------------------------------- | ----------- |
| 1. | 1.  | A határ (Lines in the Sand)            | 2019. augusztus 11. 2020. február 3.  | 1,16 millió |
| Henry Heinz (Tomato Ketchup), Kellogg (Corn Flakes), Asa Griggs Candle (Coca-Cola receptje és gyártás) |     |                                        |                                       |             |
| 2. | 2.  | Hidegen tálalva (Best Served Cold)     | 2019. augusztus 12. 2020. február 10. | 1,36 millió |
| Milton Hershey (Milk Chocolate)                                                                        |     |                                        |                                       |             |
| 3. | 3.  | A háború hulladéka (The Spoils of War) | 2019. augusztus 13. 2020. február 17. | 1,51 millió |

### Második évad (2021)
| Sor.                                                                            | Év. | Cím                                                | Premier                              | Nézettség   |
| ------------------------------------------------------------------------------- | --- | -------------------------------------------------- | ------------------------------------ | ----------- |
| 4.                                                                              | 1.  | Pizzaháborúk (Pizza Wars)                          | 2021. február 9. 2021. május 2.      | 1,21 millió |
| Pizza Hut VS Domino pizza                                                       |     |                                                    |                                      |             |
| 5.                                                                              | 2.  | Csokiforradalom (Chocolate Rush)                   | 2021. február 14. 2021. május 9.     | 1,03 millió |
| Milton Hershey VS Post WW1                                                      |     |                                                    |                                      |             |
| 6.                                                                              | 3.  | A burgerek királya (The Kings of Burgers)          | 2021. február 21. 2021. május 16.    | 1,25 millió |
| McDonald's VS Burger King                                                       |     |                                                    |                                      |             |
| 7.                                                                              | 4.  | Amerikai sajt (American Cheese)                    | 2021. február 28. 2021. május 23.    | 1,15 millió |
| Sajtok                                                                          |     |                                                    |                                      |             |
| 8.                                                                              | 5.  | Kólaháborúk (Cola Wars)                            | 2021. március 7. 2021. május 30.     | 0,99 millió |
| Coca-Cola VS Pepsi                                                              |     |                                                    |                                      |             |
| 9.                                                                              | 6.  | Csipszdinasztiák (Chip Dynasties)                  | 2021. március 14. 2021. június 6.    | 1,20 millió |
| Lays Chips VS Chio Chips                                                        |     |                                                    |                                      |             |
| 10.                                                                             | 7.  | Sütiháborúk (Cookie Wars)                          | 2021. március 21. 2021. június 13.   | 1,07 millió |
| Oreo VS Hydrox                                                                  |     |                                                    |                                      |             |
| 11.                                                                             | 8.  | A század levese (Soup of the Century)              | 2021. március 28. 2021. június 20.   | 0,95 millió |
| Paradicsom leves                                                                |     |                                                    |                                      |             |
| 12.                                                                             | 9.  | A gyorskaják keresztapái (Godfathers of Fast Food) | 2021. április 4. 2021. december 5.   | 1,15 millió |
| Burger VS Hot Dog (Marhahús darálva)                                            |     |                                                    |                                      |             |
| 13.                                                                             | 10. | A mikrós vacsora (The TV Dinner)                   | 2021. április 11. 2021. december 12. | 1,05 millió |
| Swanson VS Stouffer (Mirelit ételek)                                            |     |                                                    |                                      |             |
| 14.                                                                             | 11. | Fagylaltbirodalmak (Ice Cream Empires)             | 2021. április 18. 2021. december 19. | 1,00 millió |
| Pop sicle VS Good Humor (Pálcika fagyi)                                         |     |                                                    |                                      |             |
| 15.                                                                             | 12. | Csirkejáték (A Game of Chicken)                    | 2021. május 31. 2021. december 26.   | n/a         |
| McDonald's VS Burger King VS KFC (Kentucky Fried Chicken) + (Chicken McNuggets) |     |                                                    |                                      |             |
| 16.                                                                             | 13. | A csipsz a tét (When the Chips Are Down)           | 2021. június 6. 2022. január 2.      | n/a         |
| Lays Chips VS Pringles (többféle ízben Lays Chips)                              |     |                                                    |                                      |             |
| 17.                                                                             | 14. | A rivális felemelkedése (The Rise of a Rival)      | 2022. január 2. 2022. január 9.      | n/a         |
| Coca-Cola VS Pepsi                                                              |     |                                                    |                                      |             |
| 18.                                                                             | 15. | Rágógumi-háború (Gum Slingers)                     | 2021. június 20. 2022. január 16.    | n/a         |
| Black Jack VS Wirgley (Rágógumi többféle ízben)                                 |     |                                                    |                                      |             |
| 19.                                                                             | 16. | A reggeli grófjai (Breakfast Barons)               | 2021. június 27. 2022. január 23.    | n/a         |
| Kellogg's Vs (Gabonapehely)                                                     |     |                                                    |                                      |             |

## Kapcsolódó műsorok
- A férfiak, akik felépítették Amerikát (The Men Who Built America) (2012)
- Amerikai autólegendák (The Cars that Made America) (2017)
- A férfiak, akik felépítették Amerikát – Élet a határvidéken (The Men Who Built America: Frontiersmen) (2018)
- The Cars That Built the World (2020)
- Titánok, akik felépítették Amerikát (The Titans That Built America) (2021)
- A gépek, amik a világot építették (The Machines That Built America) (2021)
- Mérnöki csodák, melyek megváltoztatták a világot (The Engineering That Built the World) (2021)
- A játékok, amelyek megváltoztatták a világot  (The Toys That Built America) (2021, 2022, 2023)
- Pia, fogadás és szex, ami a világot építette (The Booze, Bets and Sex That Built America) (2022)
- The Mega-Brands That Built America (2023)

## A podcast
A History 2021. februárjában kötött megállapodást az OZY Mediaval, hogy elindítsanak egy podcastet a sorozat alapján. Ennek az első epizódja 2021. február 4-én került fel.

## Vágott változat
A műsor producerei 2021-ben hozták létre a The Food That Built America Snack Sized című műsort, ami az eredeti sorozat megvágott epizódjaiból állt. A részek fele annyira hosszúak lettek és az ételtörténészek kommentárját teljesen kivágták belőle, hogy gyorsabb tempójú sorozatot kapjanak.

## Fordítás
Ez a szócikk részben vagy egészben  a   The Food That Built America című angol Wikipédia-szócikk fordításán alapul.  Az eredeti cikk szerkesztőit annak laptörténete sorolja fel. Ez a jelzés csupán a megfogalmazás eredetét és a szerzői jogokat jelzi, nem szolgál a cikkben szereplő információk forrásmegjelöléseként.